# Körpergröße
Die Körpergröße ist, wie das Körpergewicht, ein einfaches biometrisches Merkmal. In diesem engeren Sinne bezeichnet es die Größe des aufrecht stehenden Menschen von der Fußsohle bis zum Scheitel. Dieses Maß wird in Deutschland, wie in fast allen Staaten, auch in den Personalausweis, den Pass und entsprechende Identifikationspapiere eingetragen. Eine Möglichkeit, die Körpergröße zu erfassen und auszuwerten, ist das Somatogramm. Die Wissenschaftsdisziplin, die sich mit den Körpermaßen des Menschen beschäftigt, heißt Anthropometrie, die Disziplin, die sich mit dem Wachstum des Menschen beschäftigt, heißt Auxologie.
In einem weiteren Sinne werden mit Körpergröße auch weitere am Körper messbare Längen wie Brustumfang, Bundhöhe, Armlänge etc. gemeint, mit denen sich zum einen die Biometrie beschäftigt, zum anderen etwa die Bekleidungsindustrie, damit die heute nicht mehr maßgeschneiderten, sondern vorgefertigten (konfektionierten) Bekleidungsstücke in passenden und damit absetzbaren Größen angeboten werden können. Die Bekleidungsindustrie möchte auch wissen, wie sich die Größen und Proportionen anteilsmäßig unter der Bevölkerung verteilen, um von den verschiedenen Konfektionsgrößen im Weiteren anteilig die richtigen Stückzahlen produzieren zu können. Ein gleiches Interesse hat die Schuhindustrie.
Die Feststellung der Körpergrößen und ihre Verteilung sind auch wichtig für die Ergonomie von Möbeln und Fahrzeugen sowie die Gestaltung von technischen Arbeitsplätzen.

## Körpergröße im engeren Sinne: Körperlänge

### Einflüsse

#### Vererbung
Die Körpergröße wird in einem gewissen Rahmen vererbt.
Der Genpool der Populationen kann hier bereits kleinräumig Unterschiede aufweisen (z. B. zwischen den Niederlanden und Belgien), weil z. B. einst durch Einwanderer eingebrachte Gene, durch Sprachbarrieren oder andere kulturelle Isolationsmechanismen seltener in benachbarte Genpools übertragen werden (begrenzter Genfluss).

#### Proteinzufuhr
Die tatsächlich erreichte Größe hängt zusätzlich von der Qualität der Ernährung des Menschen, vor allem der reichlichen Zufuhr von Proteinen ab. Dabei begrenzt die individuelle genetische Konstitution jedoch die Größe auf ein Höchstmaß.
In einer Langzeitstudie, die seit 1985 an mehr als tausend Kindern zwischen drei und siebzehn Jahren auf der Grundlage detaillierter Ernährungsdaten durchgeführt wurde, haben Forschende untersucht, welchen Einfluss die Proteinzufuhr im Kinder- und Jugendalter auf die spätere Größe von Mädchen und Jungen hat. Demnach können zu viele Proteine bei Mädchen zu einer Zunahme der Körpergröße führen. Eine durchschnittliche tägliche Proteinzufuhr von 7 Gramm über der empfohlenen Dosis ist mit einer Erhöhung der Erwachsenenkörpergröße um einen Zentimeter verbunden, wohingegen eine Verbindung zwischen Proteinkonsum und Körpergröße bei Jungen nicht beobachtet wurde. Nach Ansicht der Forschenden lassen bei Jungen deutlich stärkere Wirkungen der Sexualhormone – unter anderem Testosteron – auf die Wachstumshormon-Achse weniger Spielraum für einen zusätzlichen wachstumsfördernden Ernährungseffekt durch Protein zu.

#### Lebensstandard

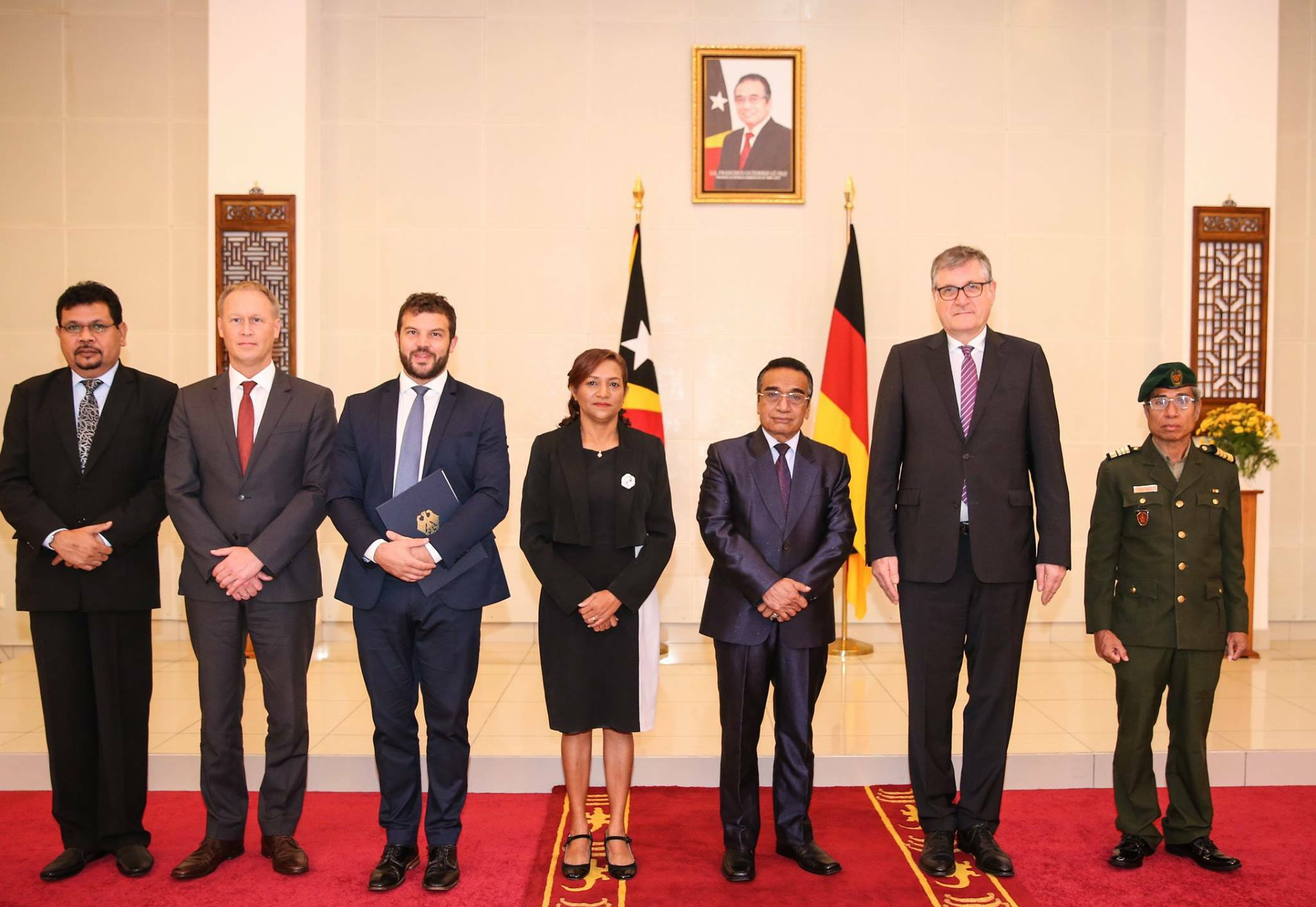
Der deutsche Botschafter Peter Schoof und Osttimors Präsident Francisco Guterres, mit zwei deutschen Botschaftsangehörigen und osttimoresischen Beamten. Nur der Timorese links erreicht die Körperlänge der Deutschen.

Ein Teilbereich der wirtschaftshistorischen Forschung betrachtet die Körpergröße als wesentliches Maß für den biologischen Lebensstandard und die wirtschaftliche Entwicklung eines Landes. Je wohlhabender ein Gemeinwesen, desto größer sind die Menschen, die darin leben. Dieser Forschungszweig heißt Anthropometrische Geschichte.
Den Begriff „Anthropometrische Geschichte“ prägte John Komlos 1989; die konzeptionellen Grundlagen legten die Historiker und Ökonomen Emmanuel Le Roy Ladurie, Robert Fogel und Richard Steckel schon Ende der 1960er und in den 1970er Jahren. Stark verbunden mit dem Ansatz der anthropometrischen Geschichte ist das Konzept des „biologischen Lebensstandards“. Wichtige Faktoren beim Vergleich von Bevölkerungsgruppen sind genetisch bedingte Körpergrößenunterschiede, kulturelle Ernährungsgewohnheiten und die Körpergröße der vorangegangenen Generation.

##### Grundlagen
Solange ein Mensch wächst, verwendet der Körper die aufgenommene Nahrungsenergie, die er nicht für die Aufrechterhaltung vitaler Körperfunktionen und Bewegung benötigt, für das Körperwachstum. Bei mangelnder Qualität oder Quantität der Nahrung werden körpereigene Energiereserven abgebaut und die Energiezufuhr für Aktivitäten und Wachstum reduziert. Gleichzeitig schwächt eine mangelhafte Ernährung das Immunsystem, so dass Erkrankungen mit höherer Wahrscheinlichkeit eintreten und die Krankheitsdauer sich tendenziell verlängert. Erkrankungen wiederum verschlechtern den Ernährungsstatus, da sie die Nährstoffaufnahme im Körper vermindern und der Energieaufwand des Immunsystems höher ist als beim Gesunden.
Somit wird die durchschnittliche Körpergröße eines Menschen determiniert durch die Qualität und Quantität von Nahrung, Krankheiten und den Zugang zu medizinischer Versorgung, wobei letztere erst seit dem 19. Jahrhundert eine wichtige Rolle spielte. Diese Faktoren hängen wiederum ab vom Haushaltseinkommen, hygienischen Gewohnheiten, Gesundheitsrisikoverhalten sowie Sanitär- und Trinkwasseranlagen, Impfungen und Medikamenten.
Auf Grund von Unterernährung vermindertes Körperwachstum kann nach medizinischen Erkenntnissen teilweise bis ins späte Jugendalter nachgeholt werden. Die Forscher gehen davon aus, dass die Körpergrößen von Erwachsenen die Netto-Ernährungsqualität während ihrer Kindheit widerspiegeln, wobei die Lebensumstände während der ersten drei Lebensjahre auf die Endgröße von Erwachsenen besonders stark wirken.

##### Ergebnisse
| Zeit              | Körpergröße | Körpergröße |
| Zeit              | Männer      | Frauen      |
| ----------------- | ----------- | ----------- |
| 5300–2000 v. Chr. | 163,5 cm    | 151,5 cm    |
| 2000–750 v. Chr.  | 165,2 cm    | 153,6 cm    |
| 750–20 v. Chr.    | 166,1 cm    | 155,9 cm    |
| 20 v.–450 n. Chr. | 165,5 cm    | 153,3 cm    |
| 450–700 n. Chr.   | 167,9 cm    | 156,2 cm    |
| 700–1000 n. Chr.  | 167,3 cm    | 155,4 cm    |
| 1000–1500 n. Chr. | 166,3 cm    | 154,7 cm    |
| 1500–1800 n. Chr. | 167,8 cm    | 155,3 cm    |
| 19. Jahrhundert   | 167,6 cm    | 155,7 cm    |
| Deutschland 2003  | 177 cm      | 165 cm      |
| D, 2005–2013      | 178 cm      | 165 cm      |

Aussagen zur Körpergröße in der Vergangenheit beruhen auf zwei grundsätzlich unterschiedlichen Quellen: Beobachtungen an Lebenden und Schätzungen aufgrund von archäologischen Knochenfunden. Als Beobachtungen an Lebenden stehen aus der Vergangenheit medizinische und anthropometrische Beobachtungen aus der Zeit seit ca. 1900 zur Verfügung, für die Zeit davor vor allem Aufzeichnungen bei Musterungen von Rekruten, die zeitlich bis ins 18. Jahrhundert zurückreichen. Der Vorzug dieser Beobachtungen ist ihre in der Regel gute Qualität und große Menge, der Nachteil das Fehlen von Informationen über Frauen. Von besonderem Interesse ist dabei die Zeit der industriellen Revolution in der Mitte des 19. Jahrhunderts, die mit einem kurzfristigen Kleinerwerden der Menschen einherging (sogenanntes antebellum puzzle oder Industrial Growth Puzzle).
Angaben zur Körpergröße aufgrund archäologischer Funde beruhen auf Längenmessungen an Langknochen, aus denen die Körpergröße geschätzt wird. Es gibt zahlreiche unterschiedliche Schätzformeln; im strengen Sinne sind nur Ergebnisse vergleichbar, die aufgrund gleicher Schätzformeln ermittelt wurden.
Danach waren die ersten Ackerbauern und Viehzüchter (ca. 5000–2000 v. Chr.) in Mitteleuropa etwa 163,5 cm (Männer) bzw. 151,5 cm (Frauen) groß. Von der Eisenzeit (ca. 750 v. Chr. ff.) bis in das Mittelalter lag die Körperhöhe im Mittel bei etwa 166 cm für Männer und 155 cm für Frauen. Innerhalb dieses langen Abschnitts waren die Menschen des frühen Mittelalters (ca. 500–700 n. Chr.) besonders groß (Männer 168 cm, Frauen 156 cm). Nach einer Größenabnahme im Verlauf des Mittelalters um etwa 2 cm erreichten die Menschen im 19. Jahrhundert wieder eine mittlere Körpergröße von 168 cm (Männer) und 156 cm (Frauen). Diese zeitbedingten Unterschiede sind relativ klein im Verhältnis zu den Unterschieden zwischen verschiedenen Bevölkerungsgruppen und den Unterschieden innerhalb einer Bevölkerungsgruppe; innerhalb einer Gruppe fallen jeweils etwa zwei Drittel der Menschen in eine Spanne von etwa plus/minus 4 bis 6 cm um die genannten Mittelwerte. Die Studien von Franz Boas an Einwanderern in New York in den Jahren 1902–1911 zeigten, dass bei Bevölkerungsgruppen ähnlicher Herkunft veränderte Lebensbedingungen zu Veränderungen der mittleren Körpergröße von etwa minus 2 cm bis plus 4 cm führten.
Baten und Blum untersuchen überregionale Unterschiede im 19. und 20. Jahrhundert. Sie finden heraus, dass – während es zunächst kaum regionale Ungleichheit bezüglich der Körpergröße gab – sich dies Ende des 19. Jahrhunderts und mit der ersten Globalisierungsphase änderte: Die Körpergrößen von Menschen reicher und armer Länder begannen sich auseinanderzuentwickeln. In der Deglobalisierungsphase der beiden Weltkriege verschwanden diese Unterschiede nicht. Baten und Blum etwa folgerten, dass im 19. Jahrhundert das regionale Vorhandensein von Viehzucht, Fleisch und Milch sowie Krankheiten entscheidende Faktoren für die Körpergröße waren. Dies änderte sich jedoch im späten 20. Jahrhundert, als neue Technologien und Handel an Bedeutung gewannen und somit der Einfluss der lokalen Verfügbarkeit von landwirtschaftlichen Produkten auf Körpergrößen sank.
Mögliche Ursachen für die Veränderung der mittleren Körpergröße sind neben der o. g. allgemeinen Ernährungslage auch Klimaänderungen, Änderungen der Gesundheitslage und die Zunahme der Bevölkerungsdichte, wobei sich diese Faktoren wechselseitig beeinflussen. So setzte im 14. Jahrhundert in Europa die sogenannte kleine Eiszeit ein, wodurch sich die Wachstumsperiode für Getreide und andere Kulturpflanzen um bis zu vier Wochen verkürzte. Ungeachtet dessen nahm die Besiedlungsdichte im Laufe der Jahrzehnte deutlich zu, was vielerorts zu einer Nahrungsmittelverknappung führte. Im Zusammenhang mit der Zunahme der Besiedlungsdichte und der einhergehenden Verbesserung der Infrastruktur und der Transportwege steht auch die zunehmende Ausbreitung von schwächenden Infektionskrankheiten. Dies hat sich ebenfalls negativ auf die durchschnittliche Körpergröße der Bevölkerung ausgewirkt.
Laut John Komlos ist die durchschnittliche Körpergröße einer menschlichen Population ein aussagekräftigerer Indikator für den Wohlstand als die etablierten Kenngrößen Pro-Kopf-Einkommen oder auch das BSP. Die Körpergröße der Bevölkerung ist somit ein Maß für die allgemeine Gesundheit und Versorgungslage. Die vom Landesgesundheitsamt Brandenburg erhobenen Daten besagen, dass Kinder von Arbeitslosen kleiner sind.
2016 wurde eine Studie von Bentham et al. veröffentlicht, die Daten von über 200 Ländern und mehr als 18,6 Millionen Menschen auswertete. Sie kam zu dem Ergebnis, dass Menschen in Südkorea und im Iran das größte durchschnittliche Körperwachstum im vergangenen Jahrhundert erlebten. Hingegen nahm die durchschnittliche Körpergröße nach den 1960er Jahren in vielen Ländern südlich der Sahara, wie Niger, Ruanda, Sierra Leone und Uganda, sogar leicht ab oder blieb bestenfalls stabil. Insbesondere die Ernährung während der Kindheit habe Auswirkungen auf die spätere Körpergröße. Die größten Männer lebten aktuell in den Niederlanden, Belgien, Estland, Lettland und Dänemark; Die größten Frauen in Lettland, den Niederlanden, Estland und Tschechien.
Laut Guinness-Buch der Rekorde ist Sultan Kösen mit 251 cm der derzeit (2011) größte Mensch und Siddiqa Parveen mit 234 cm die größte Frau. Die größten Menschen der Menschheitsgeschichte waren Robert Wadlow (1940; 272 cm) und Trijntje Keever (1633; 255 cm). Der kleinste Erwachsene war laut Guinness-Buchs der Rekorde mit 54,6 cm Chandra Bahadur Dangi und die kleinste erwachsene Frau ist mit 62,8 cm Jyoti Amge.

##### Kritik
Marie Louise Bauer ist der Auffassung, dass diese Beziehungen nur für Durchschnittsgrößen aufzustellen sind: „Ich bin groß, deshalb bin ich immer optimal ernährt worden“ sei ein Fehlschluss, da die Körpergröße sehr stark genetisch beeinflusst werde.

#### Kriege
Die mittlere Körperlänge einer Bevölkerung wird außerdem durch historische Ereignisse wie zum Beispiel Kriege beeinflusst. Durch die Napoleonischen Kriege wurden zahlreiche große Männer getötet, während kleinere keinen Kriegsdienst leisteten und Nachkommen hatten. Infolgedessen wurde bis Anfang des 20. Jahrhunderts die Mindestkörpergröße für die Armee zwei- bis dreimal herabgesetzt.

### Tägliche Schwankungen
Die Länge des Körpers hängt zum einen von dessen Lage ab. Im Liegen ist er um bis zu zwei Zentimeter länger. Zum anderen nimmt die Länge im Laufe des Tages ab. Die Verminderung beträgt etwa einen halben bis zwei Zentimeter. Dieser Effekt wurde zuerst in England im Jahr 1724 beobachtet. In einem Brief schrieb Reverend Wasse, ein Rektor in Aynho in Northamptonshire, am 16. Mai 1724 an Dr. Mead „über den Unterschied der Körpergröße eines menschlichen Körpers zwischen Morgen und Abend“ (concerning the Difference in the Height of a Human Body, between Morning and Night). Veröffentlicht wurde der Brief im Jahr 1726 in der 33. Ausgabe der Philosophical Transactions der Royal Society. In Paris wurde die Beobachtung von Morand und von dem Abt Fontana bestätigt und im Jahr 1727 in der Histoire de l’académie royale des sciences. Année MDCCXXV kommentiert.
Die Ursache für beide Effekte ist unterschiedlich. Der Längenunterschied im Laufe des Tages ist vor allem durch das Zusammendrücken der Bandscheiben der Wirbelsäule begründet. Die Ursache für die Veränderung in unterschiedlichen Körperlagen sind in erster Linie die Gelenkverbindungen der Beine. Dies ist auch der Grund dafür, dass tote Erwachsene etwa zwei Zentimeter in der Länge zunehmen.

### Körperwachstum
Das Längenwachstum eilt im Wachstum voraus, die Breiten- und Dickenzunahme folgt nach. Das größte Körperwachstum nach dem Babyalter (bis zu 15 cm im Jahr) findet ungefähr im 14. und 15. Lebensjahr mit durchschnittlich sechs Zentimetern im Jahr statt. Danach sinkt das Wachstum allmählich ab. Die Entwicklung ist im Wesentlichen bis zum 19. Lebensjahr abgeschlossen, wenn die jährliche Größenzunahme unter einem Zentimeter liegt. Ein weiteres geringes Wachstum (unter 1 cm pro Jahr) kann bis zum 24. Lebensjahr erfolgen. Allerdings gibt es in dieser Entwicklung Ausnahmen von bis zu zwei Zentimetern Größenzunahme im Jahr.
Im Verhältnis zu anderen Körperteilen ist der Kopf beim Neugeborenen in der Größe am weitesten entwickelt. In den folgenden Jahren verlangsamt sich dessen Wachstum. Auch das Wachstum der Wirbelsäule vermindert sich, jedoch bei weitem nicht so stark. Am meisten und zeitlich am längsten wachsen die Gliedmaßen. Dieser Prozess vollzieht sich während des gesamten Wachstums. Daher wird die Gesamtkörpergröße in der Regel hauptsächlich von der Länge der Beine beeinflusst; Frauen sind im Durchschnitt kleiner, weil sie allgemein kürzere Beine haben. Aufgrund des Einflusses der Beine auf die Gesamtlänge unterscheiden sich Menschen in ihrer Größe im Sitzen auch weniger als im Stand.
Das Körperwachstum ist vorrangig im Sommer höher als im Winter, was durch die größere Menge an Wärme und Licht gegenüber den kalten Jahreszeiten begründet ist. Vor allem bis das Wachstum im Wesentlichen abgeschlossen ist, etwa um das 19. Lebensjahr, ist dieser Unterschied in der Wachstumsgeschwindigkeit auffällig.
→ für weitere Wachstumsvorgänge siehe die Artikel Säugling und Kleinkind

### Prognosen
Die genetisch zu erwartende Körpergröße eines Kindes im Erwachsenenalter lässt sich nach einer Faustformel abschätzen. Zum arithmetischen Mittel der Körpergrößen der Eltern werden für Jungen sechs Zentimeter addiert und für Mädchen sechs abgezogen. Diese Rechnung ergibt sich durch den Größenunterschied von Männern und Frauen, der etwa zwölf Zentimeter beträgt. Die so berechnete zu erwartende Körpergröße hat eine statistische Streubreite von ±8,5 Zentimeter.
Eine genauere Methode ist die Bestimmung des Knochenalters. Dieses lässt Rückschlüsse auf das noch zu erwartende Wachstum zu. Eine weitere Möglichkeit ist das Erstellen der Wachstumskurve in einem Somatogramm. Da sich der Körper etwa im gleichen Perzentil der Körperlänge weiterentwickelt, lassen sich Vorhersagen für die zukünftige Entwicklung machen.

## Körpergrößen im weiteren Sinne: Reihenmessungen, SizeGERMANY
Die Vermessung der Körpergrößen und -proportionen sowie die Ermittlung ihrer Verteilung im weiteren Sinn im Auftrag der Textilindustrie übernehmen in Deutschland traditionell die Forscher der Hohenstein Institute in Bönnigheim bei Stuttgart mittels umfangreicher Reihenmessungen. Solche Messungen werden seit 1957 in Abständen an Gesamtstichproben der Bevölkerung und an speziellen Untergruppen (beispielsweise Frauen über 60 Jahre oder Frauen mit starker Figur) durchgeführt. Die dabei gesammelten Daten dienen als Grundlage für die Erstellung von Fertigmaßtabellen für passgerechte Konfektionskleidung.
Die letzte dieser Messungen wurde 2008/2009 erstmals in Zusammenarbeit mit der Kaiserslauterer Firma Human Solutions (heute Avalution GmbH) mittels eines Laserganzkörperscanners durchgeführt. Insgesamt wurden über 13.000 Männer, Frauen und Kinder vermessen; dabei wurden mit dem Ziel einer Verbesserung der technischen Ergonomie erstmals auch verschiedene Körperhaltungen – drei Steh- und eine Sitzhaltung – berührungslos erfasst. Die Ergebnisse dieser Reihenmessung namens SizeGERMANY sind allerdings nicht öffentlich zugänglich, sondern stehen nur den Auftraggebern zur Verfügung (80 Firmen vor allem des Bekleidungsgewerbes (Hersteller und Händler) und einige Autohersteller), die entsprechend dem von ihnen übernommenen Kostenanteil Daten nutzen dürfen.

## Körpergrößen im Militär
Körpergrößen spielen im Militär eine Rolle:
- Beim Antreten stehen die größten Soldaten vom Befehlshaber links.
- Bei der Verwendung in Ehrenformationen, wo eine Mindestkörpergröße vorgeschrieben ist, vgl. Lange Kerls und Gardemaß.

## Statistik: Körpergröße der Bundesbürger

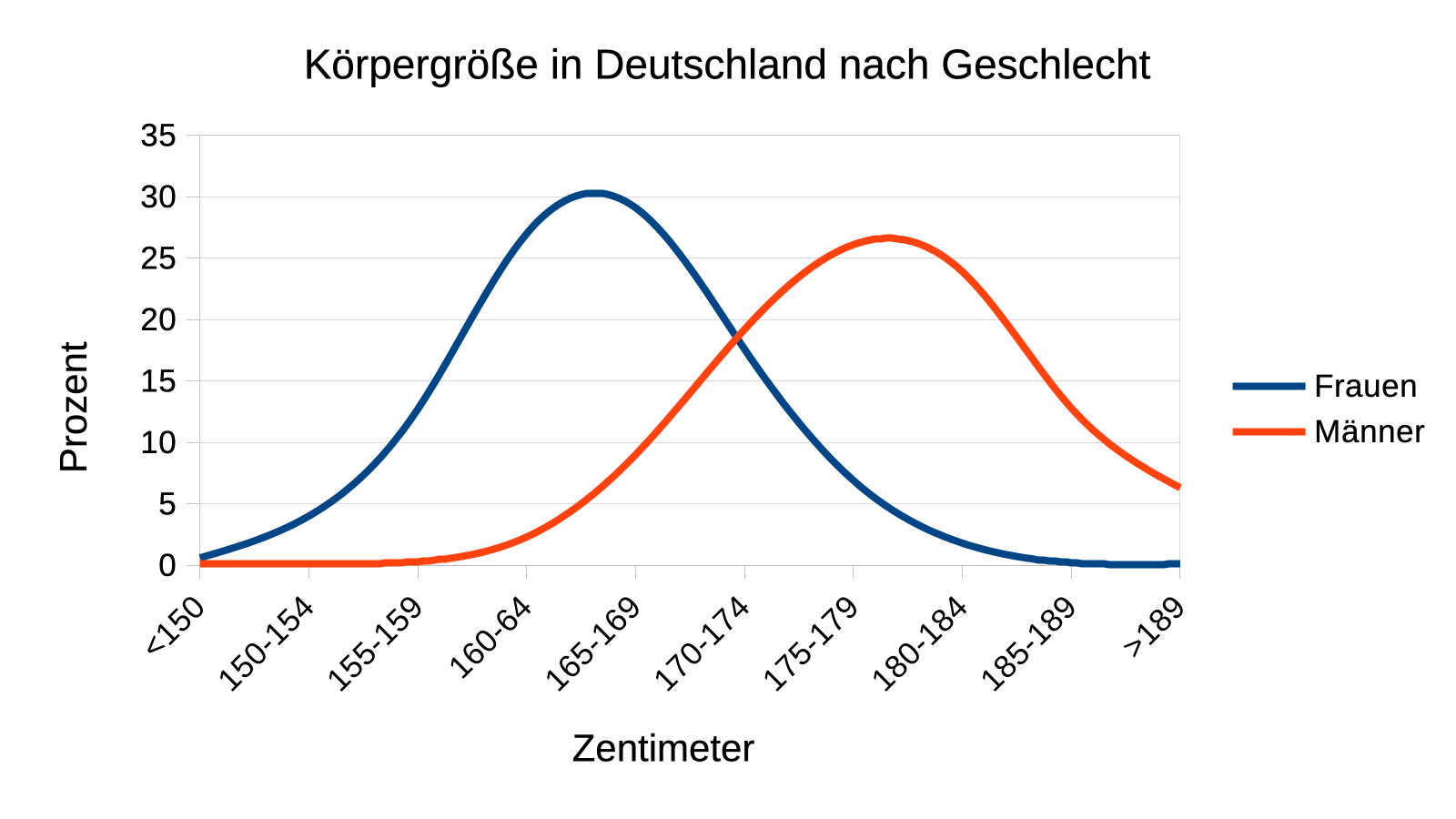
Die Körpergröße in Deutschland nach Geschlecht (nach Statista, 2006)

Nachfolgend eine Statistik über die Körpergröße der erwachsenen Bürger Deutschlands (2006):
| Körpergröße | Frauen | Männer |
| ----------- | ------ | ------ |
| < 150 cm    | 00,6 % | 00,1 % |
| 150–154 cm  | 04 %   | 00,1 % |
| 155–159 cm  | 12,7 % | 00,3 % |
| 160–164 cm  | 27,0 % | 02,3 % |
| 165–169 cm  | 29,1 % | 09,0 % |
| 170–174 cm  | 17,6 % | 19,2 % |
| 175–179 cm  | 06,9 % | 26,1 % |
| 180–184 cm  | 01,8 % | 23,9 % |
| 185–189 cm  | 00,2 % | 12,8 % |
| ≥ 190 cm    | <0,1 % | 06,3 % |